# First Presbyterian Church

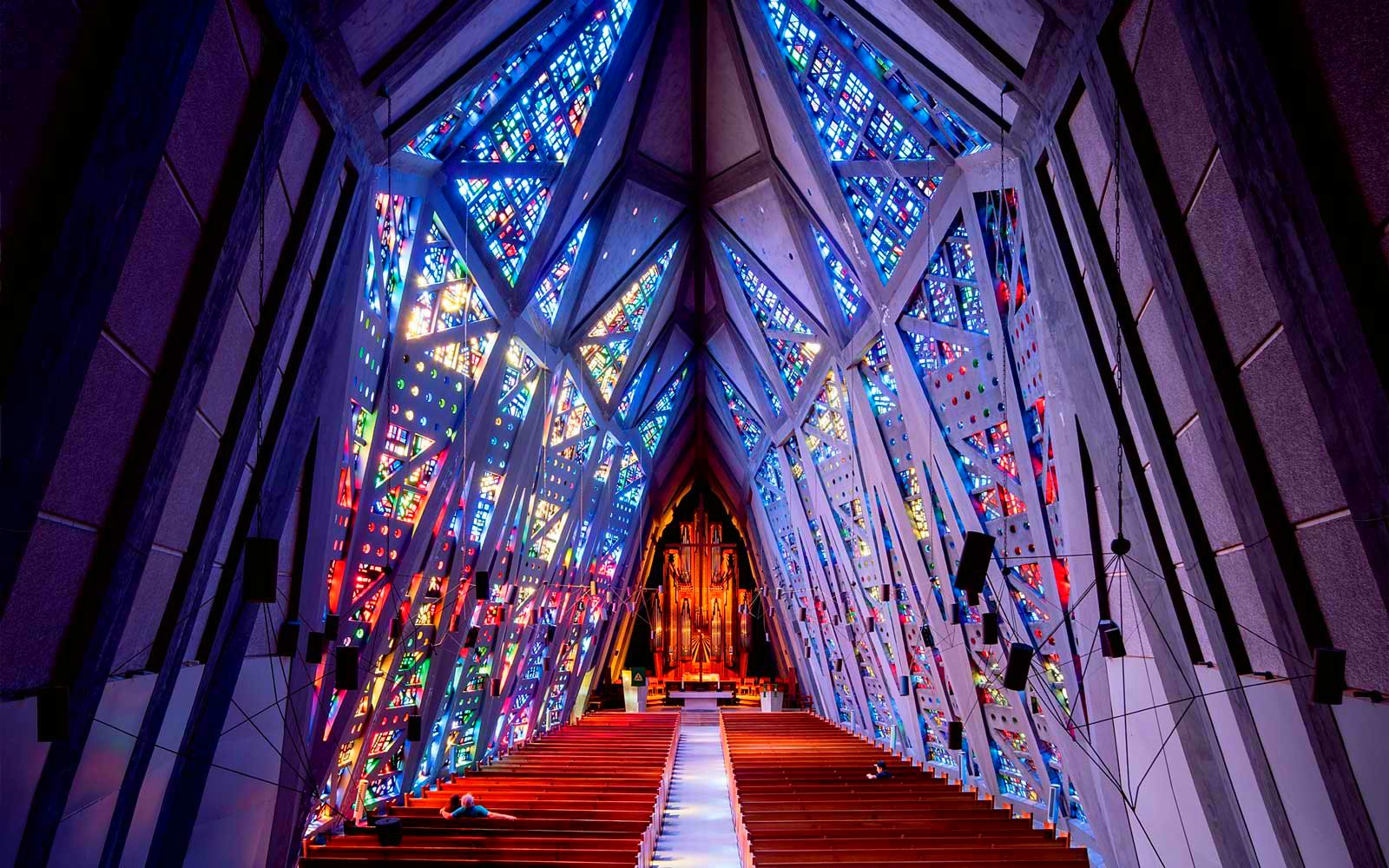
Intérieur de la Fish Church.

La First Presbyterian Church de Stamford, surnommée Fish Church, en français l'église poisson – est une église américaine à Stamford, dans le Connecticut. La paroisse est membre de l'Église presbytérienne (USA).
Dessinée dans une architecture moderniste par Wallace K. Harrison, elle est inaugurée en mars 1958. Elle est classée National Historic Landmark depuis le 13 janvier 2021.